# Shed My Skin
«Shed My Skin» (с англ. — «сбрасываю кожу») — песня, записанная голландской симфоник-метал и рок-группой Within Temptation в сотрудничестве с немецкой металкор-группой annisokay. Сингл, включающий эту песню, был выпущен одновременно для всех регионов 25 июня 2021 года для цифрового скачивания и в стриминговых сервисах. Песня была спродюсирована Дэниелом Гибсоном, давно работающим с группой, а Матийс Тикен и Within Temptation выступили в качестве дополнительных продюсеров.

## История создания
18 февраля 2021 года ведущая вокалистка группы Шарон ден Адель сообщила, что Within Temptation собирается выпустить несколько синглов перед выпуском полноценного альбома. Аналогичным образом группа поступила в период пандемии COVID-19, когда после отмены запланированных концертов они выпустили синглы «Entertain You» и «The Purge». Третий сингл, «Shed My Skin», был анонсирован 1 июня 2021 года. В его записи приняла участие немецкая металкор-группа annisokay. Видеоклип на песню был выпущен 14 июля 2021 года.
В интервью немецкой радиостанции Rock Antenne ден Адель сказала, что группа решила пригласить annisokay уже после того, как песня была готова. По словам певицы, металкор-оркестровка в песне сочетается с симфоническими элементами, которыми славится Within Temptation. Группа сочла, что annisokay обладает способностью работать в разных метал-поджанрах, не теряя при этом своей металкор-сущности. Это стало причиной принятия решения о приглашении группы для совместной записи песни. К этому моменту уже был готов текст. Annisokay оказались удовлетворены предложенной им песней, и в неё не было внесено существенных изменений. В треке участвуют три разных вокалиста: Ден Адель, работающая в своей обычной манере, Кристоф Вичорек из annisokay с чистым мужским голосом, и Руди Шварцер, работающий в технике гроул.
Текст песни посвящён неизбежным изменениям, через которые людям приходится проходить в течение их жизни.

## Список композиций
| №                   | Название                               | Автор(ы)                                          | Длительность |
| ------------------- | -------------------------------------- | ------------------------------------------------- | ------------ |
| 1.                  | «Shed My Skin» (совместно с annisokay) | Дэниель Гибсон Роберт Вестерхольт Шарон ден Адель | 4:30         |
| 2.                  | «The Purge»                            | Дэниель Гибсон Роберт Вестерхольт Шарон ден Адель | 4:16         |
| 3.                  | «Entertain You»                        | Роберт Вестерхольт Шарон ден Адель                | 3:31         |
| 4.                  | «Shed My Skin (Instrumental)»          |                                                   | 4:30         |
| 5.                  | «The Purge (Instrumental)»             |                                                   | 4:21         |
| 6.                  | «Entertain You (Instrumental)»         |                                                   | 3:31         |
| Общая длительность: | Общая длительность:                    | Общая длительность:                               | 24:39        |

## Участники записи
Within Temptation
- Шарон ден Адель — ведущий вокал
- Рюд Йоли — соло-гитара
- Стефан Хеллеблад — ритм-гитара
- Йерун ван Вен — бас-гитара
- Мартейн Спиренбюрг — синтезатор
- Майк Колен — ударные

Другие участники
- Кристоф Вичорек — чистый вокал (трек 1)
- Руди Шварцер — гроул (трек 1)
- Дэниел Гибсон — дополнительный вокал (трек 3)
- Тед Дженсен — мастеринг
- Закк Червини — сведение